# Epiplema moratoria
Epiplema moratoria är en fjärilsart som beskrevs av John Henry Leech 1897. Epiplema moratoria ingår i släktet Epiplema och familjen Uraniidae. Inga underarter finns listade i Catalogue of Life.